# Stanišinci
Stanišinci (Servisch cyrillisch Станишинци) is een plaats in de Servische gemeente Vrnjačka Banja. De plaats telt 391 inwoners (2002).